# No Way Out 2004
No Way Out 2004 was een professioneel worstel-pay-per-view (PPV) evenement dat geproduceerd werd door de World Wrestling Entertainment (WWE). Dit evenement was de vijfde editie van No Way Out en vond plaats in het Cow Palace in Daly City (Californië) op 15 februari 2004.
De belangrijkste gebeurtenis was een match tussen de kampioen Brock Lesnar en Eddie Guerrero voor de WWE Championship. Eddie Guerrero won de match en werd de nieuwe WWE Champion.

## Matchen
| Nr.                                                                          | Match | Winnaar(s)                    |
| ---------------------------------------------------------------------------- | --- | ----------------------------- |
| -                                                                            | Tajiri, Akio & Sakoda vs. Billy Kidman, Paul London & Último Dragón in een tag team match                                                         | Tajiri, Akio & Sakoda         |
| 1                                                                            | Rikishi & Scotty 2 Hotty (c) vs. Basham Brothers (met Shaniqua) in een Intergender twee-op-drie Handicap match voor het WWE Tag Team Championship | Rikishi & Scotty 2 Hotty (c)  |
| 2                                                                            | Nidia vs. Jamie Noble in een Blindfold match | Jamie Noble                   |
| 3                                                                            | The APA vs. The World's Greatest Tag Team in een tag team match                                                                                   | The World's Greatest Tag Team |
| 4                                                                            | Rhyno vs. Hardcore Holly in een een-op-een match                                                                                                  | Hardcore Holly                |
| 5                                                                            | Rey Mysterio (c) (met Jorge Páez) vs. Chavo Guerrero (met Chavo Guerrero sr.) in een een-op-een match voor het WWE Cruiserweight Championship     | Chavo Guerrero (nc)           |
| 6                                                                            | The Big Show vs. John Cena vs. Kurt Angle in een Triple Threat match                                                                              | Kurt Angle                    |
| 7                                                                            | Brock Lesnar (c) vs. Eddie Guerrero in een een-op-een match voor het WWE Championship                                                             | Eddie Guerrero (nc)           |
| (c) huidige kampioen voor en na de match \| (nc) nieuwe kampioen na de match | |                               |